# Kyoga Nakamura
Kyoga Nakamura (født 25. april 1996) er en japansk fodboldspiller.